# Берлин (административный округ)
Администрати́вный о́круг Берли́н (нем. Regierungsbezirk Berlin) — административно-территориальная единица второго уровня в Пруссии, существовавшая с 1816 по 1821 годы в составе провинции Бранденбург. В настоящее время его территорию полностью занимает земля Берлин.

## История
В 1815 году по итогам Венского конгресса по окончании освободительных войн территория Пруссии была значительно увеличена. Для лучшей организации территории в королевстве была проведена административная реформа, предполагающая полное переустройство провинциального деления. Реформам подверглись и старые прусские провинции, которые частично получили новые границы и были разделены на административные округа. Так, 1 марта 1816 года на территории провинции Бранденбург были организованы три округа: Франкфурт, Потсдам и Берлин. В 1819 году на территории округа общей площадью 76 км² проживало 196 429 человек.
Однако уже 1 января 1822 года по финансовым соображениям округ Берлин был снова упразднён и присоединён к округу Потсдам: город Берлин стал внерайонным, территории к северу от Шпрее снова вошли в состав района Нидербарним, а к югу — в Тельтов-Шторков.
1 апреля 1881 года Берлин вышел из провинциального союза с Бранденбургом, став самоуправляемой административной единицей, хотя официального статуса провинции так и не обрёл. В 1920 году произошло значительное расширение черты города за счёт прилежащих окрестностей из округа Потсдам, включая и все территории существовавшего некогда административного округа Берлин. Сегодня территория бывшего округа входит в черту города немецкой столицы, образуя самостоятельную федеральную землю Берлин.

## Населённые пункты
Берлинский округ включал в себя:

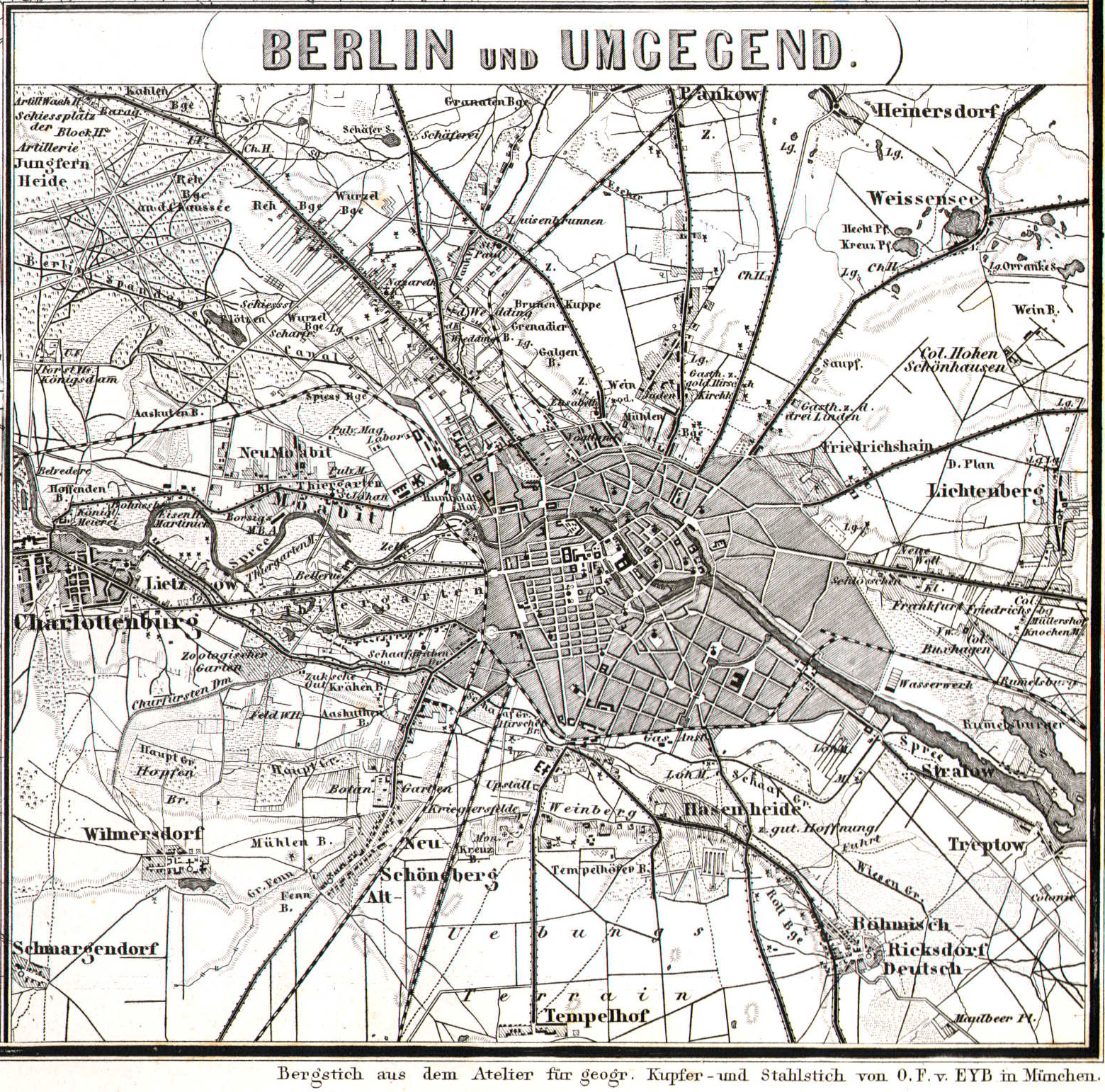
Окрестности Берлина (карта 1860 года)

- город Берлин (в его тогдашних границах);
- поселение Моабит;
- поселение Веддинг;
- поселение Луизенбруннен, ныне Гезундбруннен;
- поселение Боксхаген[нем.];
- поселение Руммельсбург[нем.];
- поселение Штралау[нем.];
- территория Хазенхайде[нем.];
- территории будущих Темпельхофского и Шёнебергского форштадтов;
- Большой Тиргартен.